# No Time (canção)
"No Time" é uma canção da rapper americana Lil' Kim. Foi lançado como seu single de estreia em 1996 e alcançou o número um na parada de rap dos Estados Unidos e número 18 na Billboard Hot 100, tornando-se seu primeiro hit Top 40. A canção foi certificada ouro pela RIAA em 5 de março de 1997 por vendas superiores a 500.000 cópias.

## Faixas
- UK cassette single

1. "No Time" (Radio Edit) - 3:58
2. "No Time" (The Incident Remix) - 4:39

- UK CD single [1]

1. "No Time" (Radio Edit) - 3:58
2. "No Time" (Radio Mix) - 5:03
3. "No Time" (Album Version) - 5:03
4. "No Time" (Instrumental) - 5:03

- Europe CD single [2]

1. "No Time" (Radio Edit) - 3:58
2. "No Time" (The Incident Remix) - 4:39
3. "No Time" (Incident Remix Instrumental) - 4:38
4. "No Time" (Album Version) - 5:03
5. "No Time" (Instrumental) - 5:03

## Charts
| Chart (1996)                       | Melhor posição |
| ---------------------------------- | -------------- |
| UK Singles Chart                   | 45             |
| US Billboard Hot 100               | 18             |
| US Hot R&B/Hip-Hop Songs           | 9              |
| US Rap Songs                       | 1              |
| Year-end chart (1996)              | Posição        |
| US Billboard Hot Rap Singles       | 29             |
| Year-end chart (1997)              | Posição        |
| US Billboard Hot 100               | 80             |
| US Billboard Hot 100 Singles Sales | 50             |
| US Billboard Hot R&B Singles       | 36             |
| US Billboard Hot R&B Singles Sales | 22             |
| US Billboard Hot R&B Airplay       | 73             |
| US Billboard Hot Rap Singles       | 6              |